# Marina Anissinová
Marina Anissinová, rusky Марина Вячеславовна Анисина, francouzsky Marina Anissina, (* 30. srpna 1975, v Moskvě) je francouzská krasobruslařka ruského původu, tanečnice na ledě. Jedná se o olympijskou vítězku se Salt Lake City
a mistryni světa v tancích na ledě z roku 2000.
Svoji krasobruslařskou kariéru začala v Rusku spolu se svým partnerem Sergejem Sachnovským a později s Iljou Averbuchem. Poté, co se Ilja Averbuch zamiloval a začal bruslit s Irinou Lobačevovou si Marina hledala nového partnera. Našla jej v podobě Gwendala Peizerata, mladého Francouze, se kterým bruslila od roku 1993.
Spolu se svojí trenérkou hledala vhodného partnera. Dopisem oslovila Gwendala Peizerata a Victora Kraatze. Odpověděl jí jen Gwendal, a tak odjela na pár týdnů do francouzského Lyonu, kde už zůstala. Tak se zrodila taneční dvojice, která nadlouho zůstala v paměti příznivců tohoto sportu. Právě táto dvojice přišla s originálním nápadem zdvihané figury, když partnerka nese svého partnera. Tyto bruslařské kreace pokaždé uchvátily publikum.
Je známo, že Marina a Gwendal se k sobě chovají a spolupracují čistě na profesionální úrovni, v soukromí se téměř vůbec nestýkají.
Poprvé vyhráli soutěž Memoriál Ondreje Nepely v Bratislavě. jejich dlouholetou trenérkou byla Muriel Boucher-Zazoui, která jim připravila výjimečné programy a figury, kterými si tito dva tanečníci získal mnoho příznivců po celém světě. Svoji společnou kariéru ukončili na zimních olympijských hrách 2002 v Salt Lake City, kde zvítězili.

## Programy volných tanců
- 2002 Liberta
- 2001 Beethoven's Last Night
- 2000 Carmina Burana
- 1999 The man in the iron Mask
- 1998 Romeo a Julie
- 1997 Ahla Leila
- 1996 Samba
- 1995 Tango
- 1994 Flamenco

## Umístění

### Olympijské hry
- Zimní olympijské hry 1998 v Naganu – 3. místo
- Zimní olympijské hry 2002 v Salt Lake City – 1. místo

### Mistrovství světa
- 1994 Chiba – 10. místo
- 1995 Birmingham – 6. místo
- 1996 Edmonton – 4. místo
- 1997 Lausanne – 5. místo
- 1998 Minneapolis – 2. místo
- 1999 Helsinki – 2. místo
- 2000 Nice – 1. místo
- 2001 Vancouver – 2. místo

### Mistrovství Evropy
- 1994 Copenhague – 12. místo
- 1995 Dortmund – 5. místo
- 1996 Sofia – 4. místo
- 1997 Paříž – 4. místo
- 1998 Miláno – 3. místo
- 1999 Praha – 2. místo
- 2000 Vídeň – 1. místo
- 2001 Bratislava – 2. místo
- 2002 Lausanne – 1. místo